# Massimo Garavaglia

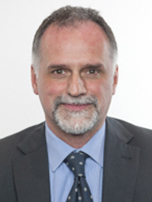
Massimo Garavaglia (2018)

Massimo Garavaglia (* 8. April 1968 in Cuggiono) ist ein italienischer Politiker der Lega. Er war von 2021 bis 2022 Tourismusminister im Kabinett Draghi.

## Karriere
Garavaglia studierte Betriebswirtschaft an der Bocconi in Mailand und anschließend Politikwissenschaften an der Universität Mailand. Zwischen 1998 und 2003 folgten mehrere Master an der Bocconi. Zudem war er als freiberuflicher Managementberater tätig.
1999 wurde er als Kandidat der Lega Nord zum Bürgermeister von Marcallo con Casone in der Provinz Mailand gewählt. Nach seiner Wiederwahl als Bürgermeister 2004 kandidierte er erfolgreich bei den Parlamentswahlen 2006 für einen Sitz in der Abgeordnetenkammer.
Während der Legislaturperiode gehörte er verschiedenen parlamentarischen Ausschüssen an. Bei den Parlamentswahlen 2008 kandidierte er erfolgreich für einen Senatssitz. Während der nachfolgenden Legislaturperiode war er stellvertretender Vorsitzender Haushaltsausschusses. Zugleich war er Steuer- und Finanzexperte sowie der öffentlichen Verwaltung der Lega Nord.
2013 kandidierte Garavaglia erfolgreich bei den Regionalratswahlen der Lombardei und wurde von Roberto Maroni zum Assessor für Wirtschaft, Wachstum und Vereinfachung ernannt. Mit seiner Wahl gab er seinen Sitz im Senat auf. Im gleichen Jahr wurde er als Vertreter Regionen in den Verwaltungsrat der Cassa Depositi e Prestiti aufgenommen. 2016 übernahm er auch einen Posten im Verwaltungsrat der italienischen Arzneienaufsichtsbehörde AIFA.
Bei den Parlamentswahlen 2018 kandidierte er für die Lega erneut erfolgreich für die Camera dei deputati. Im Kabinett Conte I war Massimo Garavaglia Vize von Finanzminister Giovanni Tria.
Am 12. Februar 2021 wurde er vom designierten italienischen Ministerpräsidenten Mario Draghi als Koordinator für Initiativen im Bereich Tourismus ernannt. Zum 15. März 2021 wurde wie geplant der Bereich Tourismus aus dem Ministerium für Kultur ausgegliedert und in ein eigenständiges Ministerium mit Geschäftsbereich verwandelt.